# Allegra's Window
Allegra's Window was een Amerikaanse televisieserie van Nickelodeon. De serie startte op 12 juli 1994, eindigde op 1 mei 1996 en werd bedacht door Jim Jinkins. De hoofdrolspelers waren Kathrine Mullen, Anthony Asbury, Martin P. Robinson, Bob Stillman, Pam Arciero en Tim Lagasse..
De serie werd opgenomen in de Nickelodeon Studios in Orlando, Florida en werd geproduceerd door Jumbo Pictures. Het programma wordt op 28 september 2009 opnieuw gestart op Nick Jr.